# Younghi Pagh-Paan
Younghi Pagh-Paan, née le 30 novembre 1945 à Cheongju, Corée du Sud, est une compositrice sud-coréenne. Elle vit à Brême, en Allemagne, et à Panicale, en Italie.

## Biographie
Pagh‑Paan est née à Cheongju, dans la province du Chungcheong du Nord, en Corée du Sud, le 30 novembre 1945.
De 1965 à 1972, elle étudie la composition et la musicologie à l'université nationale de Séoul. En 1974, elle vient en Allemagne et étudie la composition avec Klaus Huber (son compagnon) à l'Université de musique de Fribourg jusqu'en 1979, la musicologie avec Brian Ferneyhough, le solfège avec Peter Förtig (en) et le piano avec Edith Picht-Axenfeld.
Pagh‑Paan forme son nom de scène dans les années 1970 en ajoutant Paan (kor. 파안 , hanja 琶案) à son nom de famille Pagh, très courant en Corée. Pa ( 琶) symbolise le musical et se réfère à l'instrument de musique pipa ( 琵琶) et an ( 案) à ce qui planifie, ce qui reflète ensemble la compositrice. Par ailleurs, la même lecture sinocoréenne paan existe également chez les Hanja 破顔 dans 破顔大笑 ( 파안대소), ce qui signifie "éclater de rire".
Dans ses compositions, elle essaie de combiner le folklore coréen et l'avant-garde. La plupart de ses œuvres s'inspirent du folklore coréen et illustrent des poèmes. « Ses œuvres sont individuelles et impressionnantes, marquées par des timbres, des gestes, des poèmes et des métaphores caractéristiques. Elles poursuivent une approche très indépendante, vivante, esthétiquement cohérente et humaniste. » À la recherche d’une certaine pureté (intérieure tout autant que musicale et sonore), la compositrice met en forme un engagement subtil, à la fois politique et esthétique.
L'interprétation de son œuvre orchestrale Sori au Festival de Donaueschinger en 1980 lui a valu une renommée internationale. Elle est professeure invitée à Graz en 1991 et à Karlsruhe en 1992-93. À partir de 1994, elle enseigne comme professeure de composition à l'Hochschule für Künste Bremen (de), où elle fonde l'atelier Neue Musik, qu'elle dirige jusqu'à sa retraite en 2011,. À sa retraite, elle reçoit la Médaille de Brême pour l'art et la science.
Elle fait partie des 10 compositeurs les plus joués dans le cadre des Internationalen Ferienkurse für Neue Musik entre 1946 et 2014. Elle est membre du Cercle International Femme et Musique.

## Œuvres (sélection)
Ses œuvres sont essentiellement des œuvres de musique de chambre, des morceaux pour orchestre et des pièces vocales.
- 1971 - PA-MUN[8]
- 1975 - Dreisam-Nore

- 1977 - Man-Nam III  - accordéon, trio à cordes[13]
- 1978/79 - NUN pour voix, percussions et 18 instruments
- 1980 - Sori pour grand orchestre
- 1981 - MADI
- 1983 - Flammenzeichen
- 1984 – AA-GA I pour violoncelle
- 1985 - HIN NUN
- 1987 - NIM pour grand orchestre
- 1995 - Ta-Ryong V  - quatuor clarinettes, accordéon, percussion
- 1995/96 - SOWON / Wunsch pour soprano et 10 instruments
- 1996-1998 - NE MA-UM pour accordéon et hochets
- 2000 - Io - nonette instrumental
- 2001 - Moira  - mezzo-soprano, accordéon
- 2003 - Mondschatten  - ensemble orchestral
- 2006 – Shadow of the Moon, Théâtre de musique de chambre
- 2007 - Rosen blühen, wie sie blüht  - duo accordéon, alto
- 2007 - Das Universum atmet, es wächst und schwindet pour orchestre avec instruments traditionnels coréens
- 2010 - Silbersaiten IV  - accordéon, piano
- 2011 – Hohes und tiefes Licht, double concerto pour violon, alto et orchestre
- 2015 – Gebete pour mezzo-soprano et orgue
- 2017 – Horizont auf hoher See pour quatuor à cordes
- 2018 - Uns dürstete de clarinette, saxophone alto et batterie
- 2019 – Im Sternenlicht pour sextuor (flûte, hautbois, clarinette, violon, alto et violoncelle)

## Prix et récompenses
- 1978 : 1er prix au 5ème Séminaire de compositeurs au Künstlerhaus Boswil, Suisse
- 1979 : 1er prix à la Tribune Internationale des Compositeurs, UNESCO, Paris
- 1979 : Prix de musique Nan Pa en Corée
- 1980 : 1er prix de la Ville de Stuttgart
- 1985 : Bourse de la Kunststiftung of Baden-Württemberg (Fondation pour l'art du Bade-Wurtemberg)
- 1995 : Prix des artistes féminines d'Heidelberg
- 2006 : Prix d'excellence pour l'ensemble de la carrière de l'université d'État de Séoul
- 2007 : Ordre du mérite civil de la République de Corée (Corée du Sud)
- 2009 : 15e KBS Global Korean Award
- 2009 : Membre de l'Académie des sciences de Berlin
- 2011 : Médaille du Sénat pour l'art et la science de la ville hanséatique libre de Brême
- 2013 : Prix Paiknam[7]
- 2015 : Prix européen de musique religieuse (de)
- 2018 : Ordre Bogwan de Corée du Sud pour le mérite culturel
- 2020 : Berliner Kunstpreis[14]

Depuis 2016, le Centre culturel coréen décerne un prix international de composition portant son nom.